# Can't Nobody (2NE1)
Can't Nobody è un singolo del gruppo musicale sudcoreano 2NE1, pubblicato l'11 settembre 2010 dall'etichetta YG Entertainment.

## Classifiche

### Classifiche settimanali
| Classifica (2010) | Posizione massima |
| ----------------- | ----------------- |
| Corea del Sud     | 2                 |

### Classifiche di fine anno
| Classifica (2010) | Posizione |
| ----------------- | --------- |
| Corea del Sud     | 13        |

## Riconoscimenti

### Premi dei programmi musicali
- Music Bank
  - 17 settembre 2010
- Inkigayo
  - 19 settembre 2010
  - 26 settembre 2010
  - 3 ottobre 2010
- M Countdown
  - 23 settembre 2010
  - 30 settembre 2010
  - 7 ottobre 2010